# Championnat de France de baseball 2021
Navigation
2019 2022
Le championnat de France de baseball de Division 1 2021 est une édition de ce championnat qui constitue le plus haut échelon de compétition masculine de baseball en France. Initialement prévu pour se tenir du 25 avril au 22 août 2021, il est reporté en raison de la pandémie de Covid-19 et débute le 12 juin pour se terminer le 17 octobre 2021.
La saison se déroule en deux temps. Début 2021, les onze équipes du championnat sont réparties en deux poules. Les deux premières de chaque poule participent à la phase finale qui qualifie le meilleur des cinq rencontres pour la finale nommée French Baseball Series.
Les Huskies de Rouen remportent leur 16e titre de champion de France.

## Clubs engagés pour la saison 2021
| \| Rouen Montpellier Savigny Toulouse Clermont-Ferrand Montigny-le-Bretonneux Sénart La Rochelle Paris UC Nice Metz \| Localisation des clubs engagés dans le championnat. |
| Rouen Montpellier Savigny Toulouse Clermont-Ferrand Montigny-le-Bretonneux Sénart La Rochelle Paris UC Nice Metz                                                           |

Les douze équipes ayant participé au dernier championnat pouvaient participer à l'édition 2020. Néanmoins, à la suite d'une réduction de son effectif et de son budget, les Vipères de Valenciennes renoncent à la division 1 et retourne en division 2. La Pandémie de Covid-19 entraîne l'annulation de la saison 2020 mais les onze équipes prévues pour cette saison sont donc les onze à participer à l'édition 2021.
Les quatre premiers de chaque poule à l'issue de la saison régulière disputent les playoffs pour déterminer le champion de France 2021.
| Club                                 | Classement 2019 | Entraîneur                           | Stade                                                         | Capacité |
| ------------------------------------ | --------------- | ------------------------------------ | ------------------------------------------------------------- | -------- |
| Poule A                              |                 |                                      |                                                               |          |
| Cougars de Montigny-le-Bretonneux    | 5               | Rodolphe Le Meur Franck Lecarpentier | Stade Jean Maréchal                                           | 350      |
| Paris Université Club                | 9               | Amin Touahri                         | Stade Pershing                                                | 1 000    |
| Rouen Baseball 76                    | 1               | Keino Perez                          | Terrain Pierre-Rolland                                        | 500      |
| Lions de Savigny-sur-Orge            | 4               | Thomas Salado                        | Terrain de Baseball de Savigny                                | 0        |
| Stade toulousain                     | 8               | Tito Sanchez                         | Stade de Baseball des Argoulets                               | 300      |
| Poule B                              |                 |                                      |                                                               |          |
| Arvernes de Clermont-Ferrand         | 11              |                                      | Stade des Cézeaux                                             | 1 200    |
| La Rochelle Boucaniers               | 6               | Forrest Crawford                     | Stade des Boucaniers                                          | 500      |
| Montpellier Université Club Baseball | 3               | Jean-Michel Mayeur                   | Greg Hamilton baseball park                                   | 0        |
| Cometz de Metz                       | 7               | Pierre Cézard                        | Terrain de baseball, softball et cricket des hauts de Blémont | 0        |
| Cavigal Nice                         | 10              |                                      | Terrain de baseball de La plaine des Sports de Nice           | 300      |
| Templiers de Sénart                  | 2               | Matthieu Brelle-Andrade              | Templiers Stadium                                             | 1 000    |

## Déroulement de la saison régulière

### Classements généraux et résultats

#### Classements
Le classement est défini par la moyenne de victoire. En cas d'égalité, les équipes sont rangées par ordre alphabétique.
| Pl. | Équipe                            | J  | V  | D  | Moy. |
| --- | --------------------------------- | -- | -- | -- | ---- |
| 1   | Rouen Baseball 76                 | 16 | 12 | 4  | .750 |
| 2   | Lions de Savigny-sur-Orge         | 16 | 10 | 6  | .625 |
| 3   | Cougars de Montigny-le-Bretonneux | 16 | 9  | 7  | .563 |
| 4   | Stade toulousain                  | 16 | 6  | 10 | .375 |
| 5   | Paris Université Club             | 16 | 3  | 13 | .188 |

| Pl. | Équipe                       | J  | V  | D  | Moy. |
| --- | ---------------------------- | -- | -- | -- | ---- |
| 1   | Templiers de Sénart          | 20 | 18 | 2  | .900 |
| 2   | Barracudas de Montpellier    | 20 | 17 | 3  | .850 |
| 3   | La Rochelle Boucaniers       | 20 | 8  | 12 | .400 |
| 4   | Cometz de Metz               | 20 | 7  | 13 | .350 |
| 5   | Arvernes de Clermont-Ferrand | 20 | 5  | 15 | .250 |
| 6   | Cavigal Nice                 | 20 | 5  | 15 | .250 |

#### Tableaux synthétiques des résultats
| Résultats (▼dom., ►ext.)                                   | MON      | PUC        | ROU      | SAV       | TOU       |
| Cougars de Montigny                                        |          | 17-5 9-1   | 6-2 1-11 | 2-6 1-5   | 1-0 24-3  |
| Paris UC                                                   | 8-0 1-2  |            | 0-8 3-11 | 3-11 1-11 | 7-5 2-3   |
| Rouen Huskies                                              | 4-11 5-0 | 5-4 16-1   |          | 3-15 12-2 | 10-0 10-1 |
| Savigny Lions                                              | 2-8 4-5  | 21-15 10-0 | 0-1 5-12 |           | 6-10 0-14 |
| Stade toulousain                                           | 11-1 5-2 | 3-10 10-1  | 1-5 3-2  | 2-1 1-12  |           |
| - Victoire à domicile - Match nul - Victoire à l'extérieur |          |            |          |           |           |

| Résultats (▼dom., ►ext.)                                   | CLE       | ROC      | MUC      | MET       | NIC       | SEN       |
| Arvernes de Clermont-Ferrand                               |           | 4-6 2-6  | 1-3 0-5  | 5-3 2-6   | 5-2 3-4   | 0-3 0-11  |
| La Rochelle                                                | 1-4 13-3  |          | 1-3 0-12 | 9-2 4-3   | 12-2 15-3 | 5-4 3-4   |
| Montpellier Barracudas                                     | 8-2 13-4  | 5-3 5-0  |          | 12-2 6-1  | 17-7 9-4  | 4-7 16-6  |
| Cometz de Metz                                             | 6-1 10-0  | 9-0      | 1-6 1-2  |           | 1-2 5-2   | 2-1 2-8   |
| Cavigal Nice                                               | 5-15 5-12 | 5-4 3-4  | 1-4 0-7  | 4-3 14-3  |           | 6-10 7-11 |
| Sénart Templiers                                           | 9-1 15-0  | 11-4 5-3 | 8-2 6-5  | 10-0 10-4 | 8-0 11-1  |           |
| - Victoire à domicile - Match nul - Victoire à l'extérieur |           |          |          |           |           |           |

### Statistiques individuelles après la saison régulière
Les statistiques sont très présentes au baseball. Le Championnat de France ne fait pas exception et la fédération donne ainsi accès à de nombreux classements détaillés. 
| Statistique                       | Nom                    | Total/Moy. |
| --------------------------------- | ---------------------- | ---------- |
| Moyenne au bâton*                 | Jonathan Montas (NIC)  | ,450       |
| Coups sûrs                        | Jonathan Montas (NIC)  | 36         |
| Points                            | Andy Paz (SEN)         | 23         |
| Coups de circuit                  | Jonathan Montas (NIC)  | 3          |
| Points produits                   | Andy Paz (SEN)         | 23         |
| Buts sur balles                   | Jacob Biller (ROU)     | 20         |
| Retraits sur des prises           | Marco Gonzalez (NIC)   | 32         |
| Buts volés                        | 4 joueurs              | 10         |
| Moyenne de présence sur les buts* | Alfredo Angarita (SAV) | ,578       |
| Moyenne de puissance*             | Jonathan Montas (NIC)  | ,688       |
| Présence plus puissance*          | Jonathan Montas (NIC)  | 1,166      |

| Statistique                | Nom                                      | Total/Moy. |
| -------------------------- | ---------------------------------------- | ---------- |
| Victoires                  | Shane Priest (SEN)                       | 8          |
| Défaites                   | Stephen Fleury (MET)                     | 7          |
| Sauvetages                 | Keivy Rojas (TOU) Ismail Pontiac (MUC)   | 3          |
| Manches lancées            | Stephen Fleury (MET)                     | 74.1       |
| Coups sûrs concédés        | Naoki Teramura (NIC)                     | 82         |
| Points concédés            | Naoki Teramura (NIC)                     | 57         |
| Points mérités concédés    | Naoki Teramura (NIC)                     | 37         |
| Moyenne de points mérités* | Owen Ozanich (MUC)                       | 0,89       |
| Buts sur balles            | Naoki Teramura (NIC) Pietro Briggi (PUC) | 34         |
| Retraits sur des prises    | Stephen Fleury (MET)                     | 109        |

## Phase finale

### Fonctionnement
Les deux premiers de chaque poule de la saison régulière sont qualifiés pour la phase finale ayant lieue du 2 octobre au 10 octobre avec la finale, appelée French Baseball Series à partir du 17 octobre.

### Tableau final
|  | Demi-finales        | Demi-finales        |                   |   | Finale | Finale |
|  | Demi-finales        | Demi-finales        |                   |   | Finale | Finale |
|  |                     |                     |                   |   |        |        |
|  |                     |                     |                   |   |        |        |
|  |                     |                     |                   |   |        |        |
|  | MUC Barracudas      | 1                   |                   |   |        |        |
|  | MUC Barracudas      | 1                   |                   |   |        |        |
|  | Rouen Baseball 76   | 3                   |                   |   |        |        |
|  | Rouen Baseball 76   | 3                   | Rouen Baseball 76 | 3 |        |        |
|  |                     |                     | Rouen Baseball 76 | 3 |        |        |
|  |                     | Templiers de Sénart | 2                 |   |        |        |
|  | Lions de Savigny    | Templiers de Sénart | 2                 | 1 |        |        |
|  | Lions de Savigny    |                     |                   | 1 |        |        |
|  | Templiers de Sénart | 3                   |                   |   |        |        |
|  | Templiers de Sénart | 3                   |                   |   |        |        |

### Demi-finales
| Match | Date       | Recevant    | Visiteur    | Score |
| ----- | ---------- | ----------- | ----------- | ----- |
| 1     | 2 octobre  | Montpellier | Rouen       | 0 - 2 |
| 2     | 3 octobre  | Montpellier | Rouen       | 3 - 4 |
| 3     | 9 octobre  | Rouen       | Montpellier | 0 - 1 |
| 4     | 10 octobre | Rouen       | Montpellier | 2 - 1 |
| 5     | -          | -           | -           | -     |

| Match | Date       | Recevant | Visiteur | Score |
| ----- | ---------- | -------- | -------- | ----- |
| 1     | 2 octobre  | Savigny  | Sénart   | 1 - 5 |
| 2     | 9 octobre  | Savigny  | Sénart   | 3 - 4 |
| 3     | 10 octobre | Sénart   | Savigny  | 1 - 8 |
| 4     | 10 octobre | Sénart   | Savigny  | 5 - 4 |
| 5     | -          | -        | -        | -     |

* L'équipe avec l'avantage terrain en finale est celle qui est le mieux classée en saison régulière.

### Finale
| Match | Date       | Recevant | Visiteur | Score |
| ----- | ---------- | -------- | -------- | ----- |
| 1     | 16 octobre | Rouen    | Sénart   | 6 - 3 |
| 2     | 17 octobre | Rouen    | Sénart   | 7 - 9 |
| 3     | 23 octobre | Sénart   | Rouen    | 2 - 5 |
| 4     | 24 octobre | Sénart   | Rouen    | 3 - 1 |
| 5     | 24 octobre | Sénart   | Rouen    | 1 - 4 |

## Parcours en coupes d'Europe
Vainqueur du championnat de l'année précédente, les Huskies de Rouen devaient donc participer à la Coupe d'Europe 2020 dans laquelle ils se retrouvaient dès les phases de poules avec les favoris de la compétition : Fortitudo Baseball, tenant du titre ainsi que Neptunus champion de 2017 et 2018 et enfin l'équipe allemande Heidenheim. Néanmoins, à cause de la pandémie de Covid-19, la confédération européenne décide d'annuler complètement la compétition.
De la même façon, les Templiers de Sénart ayant remporté le Challenge de France 2019, étaient supposés participer à l'échelon inférieur, la Coupe d'Europe de la CEB. La compétition devait avoir lieu dans le club français.
Les deux coupes auraient dû se tenir du 2 au 6 juin 2020, entraînant initialement une pause d'une semaine dans le championnat national.
Néanmoins, les deux équipes participent aux éditions de 2021. Les deux coupes sont initialement prévues du 25 au 30 mai mais sont reportées du 14 au 18 juillet. Rouen affronte les équipes prévues en 2020 et Sénart affronte Draci Brno, Biotechkom et Therwil.
Les Huskies de Rouen ne parviennent à gagner aucun match lors de la phase de poule puis perdent contre les Amsterdam Pirates et une nouvelle fois contre Heidenheim. Les Huskies, qui ne partaient pas favoris, finissent donc à la dernière place en ayant perdus tous leurs matchs.
Pour les Templiers de Sénart, la compétition ne rassemble que six équipes en raison de la Covid-19, contre les huit prévues et se déroule donc finalement avec une seule ronde, sans finale. Les Templiers finissent la compétition avec 4 victoires et 1 défaite, tout comme Draci Brno et les Astros de Valence, ce qui les fait terminer à la deuxième place.

## Annexe